# Џамија Сефер-аге Беговића
Џамија Сефер-аге Беговића налази се у насељу Дабрица, у општини Берковић. Проглашена је националним спомеником Босне и Херцеговине.

## Опис
Џамија Сефер-аге Беговића у Дабрици је, према натпису на каменој плочи изнад улазних врата (Сефер-ага подиже ову грађевину, уз захвалност оних који захваљују Аллаху. Њезин хронограм надахнут је с Божје стране: ‘Ово је богомоља богоугодника и дом добрих људи’ Година 1019.” (1610/611)), саграђена 1610-1611. године. Њен ктитор Сефер-ага Беговић био је јаничарски старјешина (чорбаџија). Џамија је правоугаоног облика, спољних димензија око 9 х 13 метара, док је централни молитвени простор квадратних димензија. Изграђена је од тесаног камена. Покривена је четвороводним кровом. Продужена кровна раван покрива улазни простор са софама. Камени минарет квадратне основе (1,95 х 1,95 м) у облику сахат-куле, карактеристичан је само за поједине џамије у Херцеговини. Врх минарета био је изведен у форми шаторастог крова покривеног плочом. Завршава се алемом са три јабуке. Недалеко од џамије био је саграђен хан, који је срушен у Првом свјетском рату. На његовом мјесту касније је подигнут мектеби стан за муалима (учитеља). Уз џамију постоји мезарје (гробље). Џамија је неколико пута поправљана, значајније шездесетих година 20. вијека. Измјене и ојачања објекта урађени су споља и у унутрашњости џамије. Софе су затворене, минарет је ојачан, а шаторасти кров замијењен је бетонским, купасте форме. Џамија је страдала 1993, а послије рата је обновљена и 2012. свечано отворена.  Комисија за очување националних споменика БиХ прогласила ју је 2003. националним спомеником Босне и Херцеговине.